# Drużynowy Puchar Świata na Żużlu 2017
Drużynowy Puchar Świata 2017 – siedemnasta edycja turnieju, mająca na celu wyłonić najlepszą żużlową reprezentację świata – Drużynowego Mistrza Świata. Złotego medalu broni Polska.

## Terminarz
| Data / wyniki         | Miejsce                           |
| Runda kwalifikacyjna  | Runda kwalifikacyjna              |
| --------------------- | --------------------------------- |
| 25 czerwca 2017 15:00 | Biķernieku spīdveja stadions      |
| Półfinały             |                                   |
| 1 lipca 2017          | King’s Lynn – Adrian Flux Arena   |
| 4 lipca 2017          | Västervik – Stena Arena           |
| Baraż                 |                                   |
| 7 lipca 2017          | Leszno – Stadion Alfreda Smoczyka |
| Finał                 |                                   |
| 8 lipca 2017          | Leszno – Stadion Alfreda Smoczyka |

## Runda kwalifikacyjna
Reprezentację Słowenii zastąpiła reprezentacja Francji
- Zwycięzca kwalifikacji wystąpi w półfinale numer 2 w Västervik

### Ryga
25 czerwca 2017
| \| Msc \| \| Drużyna / Zawodnik \| Biegi \| Punkty \| \| --- \| ----------------------------------------------------------------------------------- \| ------------------------------------------------------------ \| ------------- \| ------ \| \| 1 \| \| Łotwa \| Łotwa \| 52 \| \| 1 \| Maksims Bogdanovs Ķasts Puodžuks Andžejs Ļebedevs Jevgeņijs Kostigovs - \| (2,3,3,2,3) (3,2,3,3,3,) (3,3,3,3,3) (1,3,3,3,0) - \| 13 14 15 10 - \| \| \| 2 \| \| Francja \| Francja \| 36 \| \| 2 \| David Bellego Mathieu Tresarrieu Stephane Tresarrieu Jordan Dubernard Dimitri Berge \| (3,3,2,6J,3) (2,1,1,2,2) (1,0,0,-,t) (-,-,-,0,-) (3,2,1,2,2) \| 17 8 1 0 10 \| \| \| 3 \| \| Niemcy \| Niemcy \| 24 \| \| 3 \| Rene Deddens Ronny Weis Kai Huckenbeck Richard Geyer - \| (0,1,2,0,0) (1,2,0,1,1) (2,2,4J,1,2) (0,1,1,2,1) - \| 3 5 11 5 - \| \| \| 4 \| \| Włochy \| Włochy \| 13 \| \| 4 \| Michele Paco Castagna Daniele Tessari Guglielmo Francheti Alessandro Milanese - \| (1,1,0,-,1) (0,0,2,0,2) (2,0,1,1,1,1) (0,0,0,0,0) - \| 3 4 6 0 - \| \| | Bieg po biegu: 1. Berge, Bogdanovs, Weis, Milanese 2. Puodžuks, Franchetti, S. Tresarrieu, Deddens 3. Bellego, Huckenbeck, Kostigovs, Tessari 4. Ļebedevs, M. Tresarrieu, Castagna, Geyer 5. Bellego, Puodžuks, Geyer, Milanese 6. Bogdanovs, Huckenbeck, M. Tresarrieu, Franchetti 7. Ļebedevs, Berge, Deddens, Tessari 8. Kostigovs, Weis, Castagna, S. Tresarrieu 9. Kostigovs, Deddens, M. Tresarrieu, Milanese 10. Ļebedevs, Bellego, Franchetti, Weis 11. Bogdanovs, Tessari, Geyer, S. Tresarrieu 12. Puodžuks, Huckenbeck(J), Berge, Castagna 13. Kostigovs, Geyer, Franchetti, Dubernard 14. Ļebedevs, Berge, Huckenbeck, Milanese 15. Puodžuks, M. Tresarrieu, Weis, Tessari 16. Bellego(J), Bogdanovs, Franchetti, Deddens 17. Bogdanovs, Berge, Geyer, Milanese 18. Puodžuks, Tessari, Weis, S. Tresarrieu (t) 19. Ļebedevs, M. Tresarrieu, Franchetti, Deddens 20. Bellego, Huckenbeck, Castagna, Kostigovs |                                                              |               |        |
| Msc | | Drużyna / Zawodnik                                           | Biegi         | Punkty |
| 1 | | Łotwa                                                        | Łotwa         | 52     |
| 1 | Maksims Bogdanovs Ķasts Puodžuks Andžejs Ļebedevs Jevgeņijs Kostigovs - | (2,3,3,2,3) (3,2,3,3,3,) (3,3,3,3,3) (1,3,3,3,0) -           | 13 14 15 10 - |        |
| 2 | | Francja                                                      | Francja       | 36     |
| 2 | David Bellego Mathieu Tresarrieu Stephane Tresarrieu Jordan Dubernard Dimitri Berge | (3,3,2,6J,3) (2,1,1,2,2) (1,0,0,-,t) (-,-,-,0,-) (3,2,1,2,2) | 17 8 1 0 10   |        |
| 3 | | Niemcy                                                       | Niemcy        | 24     |
| 3 | Rene Deddens Ronny Weis Kai Huckenbeck Richard Geyer - | (0,1,2,0,0) (1,2,0,1,1) (2,2,4J,1,2) (0,1,1,2,1) -           | 3 5 11 5 -    |        |
| 4 | | Włochy                                                       | Włochy        | 13     |
| 4 | Michele Paco Castagna Daniele Tessari Guglielmo Francheti Alessandro Milanese - | (1,1,0,-,1) (0,0,2,0,2) (2,0,1,1,1,1) (0,0,0,0,0) -          | 3 4 6 0 -     |        |

## Półfinały

### King’s Lynn
1 lipca 2017
| \| Msc \| \| Drużyna / Zawodnik \| Biegi \| Punkty \| \| --- \| ---------------------------------------------------------------- \| ------------------------------------------------------- \| ----------------- \| ------ \| \| 1 \| \| Wielka Brytania \| Wielka Brytania \| 53 \| \| 1 \| Steve Worrall Craig Cook Chris Harris Robert Lambert Adam Ellis \| (3,2,2,3,3) (3,3,3,3,2) (3,2,3,3,2) (3,3,2,3,2) (NS) \| 13 14 13 NS \| \| \| 2 \| \| Australia \| Australia \| 44 \| \| 2 \| Jason Doyle Chris Holder Nick Morris Troy Batchelor Max Fricke \| (NS) (2,3,3,6!,2,3) (w,2,-,2,1) (2,3,2,2,3) (2,1,2,1,2) \| NS 19 5 12 8 \| \| \| 3 \| \| Stany Zjednoczone \| Stany Zjednoczone \| 15 \| \| 3 \| Ricky Wells Gino Manzares Luke Becker Dillon Ruml Broc Nicol \| (t,0,1,2,0) (2,2,2!,0,1) (1,d,1,-,0) (1,-,1,0,0) (1,0) \| 3 7 2 1 \| \| \| 4 \| \| Czechy \| Czechy \| 13 \| \| 4 \| Matěj Kůs Václav Milík Josef Franc Hynek Štichauer Eduard Krčmář \| (u,d,-,0,0) (d,1,0,2!,3) (1,1,0,1,1) (1,-,w,1,1) (0,0) \| 0 6 4 3 0 \| \| | Bieg po biegu: 1. Cook, Batchelor, Štichauer, Wells (t) 3:2:1:0 2. Worrall, Manzares, Franc, Morris (u/w) 6:2:2:2 3. Harris, Fricke, Ruml, Milík (d/3) 9:4:3:2 4. Lambert, Holder, Becker, Kůs (u/4) 12:6:4:2 5. Lambert, Manzares, Fricke, Krčmář 15:6:7:2 6. Holder, Harris, Franc, Wells 10:17:3:6 7. Batchelor, Worrall, Milík, Becker (d/4) 13:19:4:6 8. Cook, Morris, Nicol, Kůs (d/4) 22:15:7:4 9. Holder, Worrall, Ruml, Štichauer (u/w) 18:24:8:4 10. Cook, Fricke, Becker, Franc 27:20:9:4 11. Holder!, Lambert, Wells, Milík 26:29:10:4 12. Harris, Batchelor, Manzares!, Krčmář 32:28:12:4 13. Lambert, Batchelor, Franc, Ruml 35:30:5:12 14. Harris, Morris, Štichauer, Nicol 38:32:6:12 15. Cook, Holder, Milík!, Manzares 41:34:8:12 16. Worrall, Wells, Fricke, Kůs 44:14:35:8 17. Worrall, Fricke, Štichauer, Becker 47:37:9:14 18. Holder, Harris, Manzares, Kůs 40:49:15:9 19. Batchelor, Lambert, Franc, Ruml 43:51:10:15 20. Milík, Cook, Morris, Wells 13:53:44:15 |                                                         |                   |        |
| Msc | | Drużyna / Zawodnik                                      | Biegi             | Punkty |
| 1 | | Wielka Brytania                                         | Wielka Brytania   | 53     |
| 1 | Steve Worrall Craig Cook Chris Harris Robert Lambert Adam Ellis | (3,2,2,3,3) (3,3,3,3,2) (3,2,3,3,2) (3,3,2,3,2) (NS)    | 13 14 13 NS       |        |
| 2 | | Australia                                               | Australia         | 44     |
| 2 | Jason Doyle Chris Holder Nick Morris Troy Batchelor Max Fricke | (NS) (2,3,3,6!,2,3) (w,2,-,2,1) (2,3,2,2,3) (2,1,2,1,2) | NS 19 5 12 8      |        |
| 3 | | Stany Zjednoczone                                       | Stany Zjednoczone | 15     |
| 3 | Ricky Wells Gino Manzares Luke Becker Dillon Ruml Broc Nicol | (t,0,1,2,0) (2,2,2!,0,1) (1,d,1,-,0) (1,-,1,0,0) (1,0)  | 3 7 2 1           |        |
| 4 | | Czechy                                                  | Czechy            | 13     |
| 4 | Matěj Kůs Václav Milík Josef Franc Hynek Štichauer Eduard Krčmář | (u,d,-,0,0) (d,1,0,2!,3) (1,1,0,1,1) (1,-,w,1,1) (0,0)  | 0 6 4 3 0         |        |

### Västervik
4 lipca 2017
| \| Msc \| \| Drużyna / Zawodnik \| Biegi \| Punkty \| \| --- \| ----------------------------------------------------------------------------------------- \| ----------------------------------------------------- \| ----------- \| ------ \| \| 1 \| \| Szwecja \| Szwecja \| 37 \| \| 1 \| Fredrik Lindgren Antonio Lindbäck Andreas Jonsson Linus Sundström Joel Kling \| (3,w,1,3,3) (3,2,2,3,1) (1,2,1,3,1) (0,2,3,2,1) ns \| 10 11 8 \| \| \| 2 \| \| Rosja \| Rosja \| 30 \| \| 2 \| Emil Sajfutdinow Grigorij Łaguta Wadim Tarasienko Andriej Kudriaszow Gleb Czugunow \| (2,3,1,1,3) (3,2,2,2,3) (1,3,2,1,0) (0,0,0,-,-) (1,0) \| 10 12 7 0 1 \| \| \| 3 \| \| Łotwa \| Łotwa \| 28+3 \| \| 3 \| Andžejs Ļebedevs Maksims Bogdanovs Jevgeņijs Kostigovs Ķasts Puodžuks brak zawodnika \| (1,1,3,6!,2,2) (3,1,d,0,0) (1,1,0,-,2) (2,1,0,u,2) – \| 15+3 4 5 \| \| \| 4 \| \| Dania \| Dania \| 28+2 \| \| 4 \| Kenneth Bjerre Leon Madsen Michael Jepsen Jensen Niels Kristian Iversen Frederik Jakobsen \| (0,3,3,0!,0) (2,0,2,1,1) (0,3,1,d,3) (2,0,3,2,2) ns \| 6 7 9+2 \| \| | Bieg po biegu: 1. Łaguta, Iversen, Ļebedevs, Sundström 2. Bogdanovs, Sajfutdinow, Jonsson, Jensen 3. Lindbäck, Puodžuks, Tarasienko, Bjerre 4. Lindgren, Madsen, Kostigovs, Kudriaszow 5. Bjerre, Sundström, Bogdanovs, Kudriaszow 6. Tarasienko, Jonsson, Ļebedevs, Madsen 7. Sajfutdinow, Lindbäck, Kostigovs, Iversen 8. Jensen, Łaguta, Puodžuks, Lindgren (w/u) 9. Sundström, Madsen, Sajfutdinow, Puodžuks 10. Bjerre, Łaguta, Jonsson, Kostigovs 11. Ļebedevs, Lindbäck, Jensen, Kudriaszow 12. Iversen, Tarasienko, Lindgren, Bogdanovs (d4) 13. Jonsson, Iversen, Czugunow, Puodžuks (u4) 14. Ļebedevs (6!), Sundström, Tarasienko, Jensen (d4) 15. Lindbäck, Łaguta, Madsen, Bogdanovs 16. Lindgren, Ļebedevs, Sajfutdinow, Bjerre (0!) 17. Łaguta, Ļebedevs, Sundström, Bjerre 18. Sajfutdinow, Iversen, Jonsson, Bogdanovs 19. Lindgren, Puodžuks, Madsen, Tarasienko 20. Jensen, Kostigovs, Lindbäck, Czugunow Bieg dodatkowy o 3. miejsce: 1. Ļebedevs, Iversen |                                                       |             |        |
| Msc | | Drużyna / Zawodnik                                    | Biegi       | Punkty |
| 1 | | Szwecja                                               | Szwecja     | 37     |
| 1 | Fredrik Lindgren Antonio Lindbäck Andreas Jonsson Linus Sundström Joel Kling | (3,w,1,3,3) (3,2,2,3,1) (1,2,1,3,1) (0,2,3,2,1) ns    | 10 11 8     |        |
| 2 | | Rosja                                                 | Rosja       | 30     |
| 2 | Emil Sajfutdinow Grigorij Łaguta Wadim Tarasienko Andriej Kudriaszow Gleb Czugunow | (2,3,1,1,3) (3,2,2,2,3) (1,3,2,1,0) (0,0,0,-,-) (1,0) | 10 12 7 0 1 |        |
| 3 | | Łotwa                                                 | Łotwa       | 28+3   |
| 3 | Andžejs Ļebedevs Maksims Bogdanovs Jevgeņijs Kostigovs Ķasts Puodžuks brak zawodnika | (1,1,3,6!,2,2) (3,1,d,0,0) (1,1,0,-,2) (2,1,0,u,2) –  | 15+3 4 5    |        |
| 4 | | Dania                                                 | Dania       | 28+2   |
| 4 | Kenneth Bjerre Leon Madsen Michael Jepsen Jensen Niels Kristian Iversen Frederik Jakobsen | (0,3,3,0!,0) (2,0,2,1,1) (0,3,1,d,3) (2,0,3,2,2) ns   | 6 7 9+2     |        |

## Baraż
W zawodach barażowych wystartują drużyny, które w półfinałach zajęły drugie i trzecie miejsca. Tylko zwycięzca barażu awansuje do finału.

### Leszno (baraż)
7 lipca 2017
| \| Msc \| \| Drużyna / Zawodnik \| Biegi \| Punkty \| \| --- \| ------------------------------------------------------------------------------------ \| ---------------------------------------------------------- \| ----------------- \| ------ \| \| 1 \| \| Rosja \| Rosja \| 46 \| \| 1 \| Emil Sajfutdinow Gleb Czugunow Wadim Tarasienko Andriej Kudriaszow brak zawodnika \| (3,3,3,3,3) (1,2,3,2,3) (3,1,2,3,1) (0,3,2,2,3) – \| 15 11 10 \| \| \| 2 \| \| Australia \| Australia \| 33 \| \| 2 \| Jason Doyle Sam Masters Chris Holder Troy Batchelor Max Fricke \| (3,3,w,2!,2,2) (1,-,1,-,-) (0,2,2,-,2) (2,3,2,w,0) (1,3,2) \| 12 2 6 7 6 \| \| \| 3 \| \| Łotwa \| Łotwa \| 30 \| \| 3 \| Ķasts Puodžuks Jevgeņijs Kostigovs Andžejs Ļebedevs Maksims Bogdanovs brak zawodnika \| (2,1,1,0,0) (2,0,1,1,2) (3,2,6!,3,3,1) (0,0,-,2,u) – \| 4 6 18 2 \| \| \| 4 \| \| Stany Zjednoczone \| Stany Zjednoczone \| 15 \| \| 4 \| Ricky Wells Gino Manzares Luke Becker Dillon Ruml Broc Nicol \| (2,2,0!,1,1) (1,0,1,-,0) (1,0,-,0,3) (0,-,0,1,-) (1,0,0,1) \| 6 2 4 1 2 \| \| | Bieg po biegu: 1. Sajfutdinow, Batchelor, Manzares, Bogdanovs 2. Ļebedevs, Wells, Czugunow, Holder 3. Doyle, Kostigovs, Becker, Kudriaszow 4. Tarasienko, Puodžuks, Masters, Ruml 5. Doyle, Czugunow, Nicol, Bogdanovs 6. Sajfutdinow, Ļebedevs, Fricke, Becker 7. Batchelor, Wells, Tarasienko, Kostigovs 8. Kudriaszow, Holder, Puodžuks, Manzares 9. Ļebedevs (6!), Kudriaszow, Masters, Wells (0!) 10. Ļebedevs, Tarasienko, Manzares Doyle (w) 11. Sajfutdinow, Holder, Kostigovs, Ruml 12. Czugunow, Batchelor, Puodžuks, Nicol 13. Ļebedevs, Kudriaszow, Ruml, Batchelor 14. Tarasienko, Bogdanovs, Doyle (2!), Becker 15. Fricke, Czugunow, Kostigovs, Nicol 16. Sajfutdinow, Doyle, Wells, Puodžuks 17. Sajfutdinow, Fricke, Wells, Puodžuks 18. Czugunow, Doyle, Ļebedevs, Manzares 19. Kudriaszow, Holder, Nicol, Bogdanovs (u3) 20. Becker, Kostigovs, Tarasienko, Batchelor |                                                            |                   |        |
| Msc | | Drużyna / Zawodnik                                         | Biegi             | Punkty |
| 1 | | Rosja                                                      | Rosja             | 46     |
| 1 | Emil Sajfutdinow Gleb Czugunow Wadim Tarasienko Andriej Kudriaszow brak zawodnika | (3,3,3,3,3) (1,2,3,2,3) (3,1,2,3,1) (0,3,2,2,3) –          | 15 11 10          |        |
| 2 | | Australia                                                  | Australia         | 33     |
| 2 | Jason Doyle Sam Masters Chris Holder Troy Batchelor Max Fricke | (3,3,w,2!,2,2) (1,-,1,-,-) (0,2,2,-,2) (2,3,2,w,0) (1,3,2) | 12 2 6 7 6        |        |
| 3 | | Łotwa                                                      | Łotwa             | 30     |
| 3 | Ķasts Puodžuks Jevgeņijs Kostigovs Andžejs Ļebedevs Maksims Bogdanovs brak zawodnika | (2,1,1,0,0) (2,0,1,1,2) (3,2,6!,3,3,1) (0,0,-,2,u) –       | 4 6 18 2          |        |
| 4 | | Stany Zjednoczone                                          | Stany Zjednoczone | 15     |
| 4 | Ricky Wells Gino Manzares Luke Becker Dillon Ruml Broc Nicol | (2,2,0!,1,1) (1,0,1,-,0) (1,0,-,0,3) (0,-,0,1,-) (1,0,0,1) | 6 2 4 1 2         |        |

## Finał
W zawodach finałowych wystartują zwycięzcy półfinałów, zwycięzca barażu oraz drużyna gospodarzy.

### Leszno (finał)
8 lipca 2017
| \| Msc \| \| Drużyna / Zawodnik \| Biegi \| Punkty \| \| --- \| --------------------------------------------------------------------------------- \| ------------------------------------------------------- \| --------------- \| ------ \| \| 1 \| \| Polska \| Polska \| 50 \| \| 1 \| Patryk Dudek Maciej Janowski Piotr Pawlicki Bartosz Zmarzlik Bartosz Smektała \| (3,3,2,2,0) (3,3,2,3,3) (2,3,2,3,3) ns \| 10 14 13 – \| \| \| 2 \| \| Szwecja \| Szwecja \| 41 \| \| 2 \| Antonio Lindbäck Fredrik Lindgren Linus Sundström Andreas Jonsson Joel Kling \| (3,2,6!,3,3,3) (3,2,3,2,1) (1,1,-,2,0) (2,2,0,1,2) ns \| 20 11 3 7 – \| \| \| 3 \| \| Rosja \| Rosja \| 18 \| \| 3 \| Emil Sajfutdinow Wadim Tarasienko Andriej Kudriaszow Gleb Czugunow brak zawodnika \| (2,1,3,2!,1,2) (1,0,0,-,0,2) (0,0,-,0,1) (0,1,1,1,d) – \| 11 3 1 3 – \| \| \| 4 \| \| Wielka Brytania \| Wielka Brytania \| 15 \| \| 4 \| Steve Worrall Chris Harris Robert Lambert Craig Cook Adam Ellis \| (t,1,1,2,0,2) (1,2,1,2!,0,1) (0,0,0,-,1) (1,0,0,-,0) ns \| 6 7 1 – \| \| | Bieg po biegu: 1. Dudek, Jonsson, Cook, Czugunow 2. Janowski, Sajfutdinow, Sundström, Lambert 3. Lindgren, Zmarzlik, Tarasienko, Worrall (t) 4. Lindbäck, Pawlicki, Harris, Kudriaszow 5. Janowski, Jonsson, Worrall, Kudriaszow 6. Dudek, Harris, Sundström, Tarasienko 7. Pawlicki, Lindgren, Sajfutdinow, Cook 8. Zmarzlik, Lindbäck, Czugunow, Lambert 9. Sajfutdinow, Zmarzlik, Harris, Jonsson 10. Lindbäck (6!), Pawlicki, Worrall, Tarasienko 11. Lindgren, Dudek, Sajfutdinow (2!), Lambert 12. Lindbäck, Janowski, Czugunow, Cook 13. Zmarzlik, Sundström, Harris (2!), Kudriaszow 14. Pawlicki, Worrall, Jonsson, Tarasienko 15. Janowski, Lindgren, Czugunow, Harris 16. Lindbäck, Dudek, Sajfutdinow, Worrall 17. Zmarzlik, Worrall, Lindgren, Czugunow (d4) 18. Janowski, Jonsson, Kudriaszow, Cook 19. Lindbäck, Tarasienko, Harris, Dudek 20. Pawlicki, Sajfutdinow, Lambert, Sundström |                                                         |                 |        |
| Msc | | Drużyna / Zawodnik                                      | Biegi           | Punkty |
| 1 | | Polska                                                  | Polska          | 50     |
| 1 | Patryk Dudek Maciej Janowski Piotr Pawlicki Bartosz Zmarzlik Bartosz Smektała | (3,3,2,2,0) (3,3,2,3,3) (2,3,2,3,3) ns                  | 10 14 13 –      |        |
| 2 | | Szwecja                                                 | Szwecja         | 41     |
| 2 | Antonio Lindbäck Fredrik Lindgren Linus Sundström Andreas Jonsson Joel Kling | (3,2,6!,3,3,3) (3,2,3,2,1) (1,1,-,2,0) (2,2,0,1,2) ns   | 20 11 3 7 –     |        |
| 3 | | Rosja                                                   | Rosja           | 18     |
| 3 | Emil Sajfutdinow Wadim Tarasienko Andriej Kudriaszow Gleb Czugunow brak zawodnika | (2,1,3,2!,1,2) (1,0,0,-,0,2) (0,0,-,0,1) (0,1,1,1,d) –  | 11 3 1 3 –      |        |
| 4 | | Wielka Brytania                                         | Wielka Brytania | 15     |
| 4 | Steve Worrall Chris Harris Robert Lambert Craig Cook Adam Ellis | (t,1,1,2,0,2) (1,2,1,2!,0,1) (0,0,0,-,1) (1,0,0,-,0) ns | 6 7 1 –         |        |